# トリック (テレビドラマ)
『トリック』（英語: TRICK）は、テレビ朝日系列放送の日本のフィクション・テレビドラマシリーズ。または同ドラマシリーズの映画化作品。シリーズ第1作は2000年7月7日から放送され、2014年公開の映画『トリック劇場版 ラストステージ』とスペシャルドラマ『TRICK 新作スペシャル3』で完結し、14年に渡り放送されていた。主演は仲間由紀恵と阿部寛。

## 概要
自称天才マジシャン・山田奈緒子と、日本科学技術大学物理学教授・上田次郎のコンビが、超常現象や、奇怪な事件に隠されたトリックを解決していくミステリードラマのことである。
ミステリー（謎解き）をアウトラインとした構成は、横溝正史作品を踏襲した内容が多い。その一方で全体的にコメディ要素やパロディ要素、バラエティ番組の要素を取り入れた構成になっており、『金曜ロードショー』をはじめとした裏番組などの他局ネタや時事ネタ、出演者・制作スタッフや舞台裏の事情にまつわる楽屋ネタなどの小ネタ、更にはストーリーには関係のないギャグやおちゃらけ、効果音が随所に挿入され、台詞や視覚・聴覚的効果内に笑わせる演出が多用されているが、その中には伏線になるものも含まれていることがある。
第1シリーズから一貫して「奈緒子・上田vsインチキ霊能者」という図式を通しているものの、稀に犯人捜しから始まるパターンも存在する。また先述の通り、コメディ要素が全面的に押し出されている反面、「犯人が逮捕前に死亡する」「事件解決してもなお被害者が救われない」など、シリアスなバッドエンドも持ち味である。
出演者には芸人やコメディアン、また過去に話題になったタレント、堤と親交がある役者が多数起用されている。
基本的には1エピソード2話構成である（例外的に第1シリーズの「母之泉」は3話、「千里眼の男」は1話、第2シリーズの「六つ墓村」及び「100%当たる占い師」は2.5話<第3話が2部構成>となっている）。
「人間が引き起こす"超常現象"の種を暴く」というスタンスだが、超能力の実在を示唆するエピソードも存在する。
主役二人の恋愛要素は思わせぶりな場面はあるものの、製作サイドの意向で極力排除されている。
2000年、2002年に金曜日深夜の「金曜ナイトドラマ」の枠で放送され、好評だったことから2002年末に映画化され、ヒットする。その影響から2003年には10-12月期の「木曜ドラマ」枠でゴールデンに進出し、その後、ブランクを経て、『TRICK 新作スペシャル』と『TRICK 劇場版2』が立て続けに製作され、2005年11月13日に「日曜洋画劇場」枠で新作スペシャルを放送。2006年6月10日から劇場版2が公開された。
2009年11月12日、トリックの新公式サイトにて「祝!十周年トリック大感謝祭」の開催が発表され、同時に3作目の劇場版『劇場版TRICK 霊能力者バトルロイヤル』の公開が明らかとされた。2010年5月8日の同映画公開に合わせ、2010年4月9日から5月14日まで「金曜ナイトドラマ」の枠で、スピンオフドラマ『警部補 矢部謙三』が放送された。
また、2010年5月15日には「土曜ワイド劇場」枠で『TRICK 新作スペシャル2』が放送された。
2013年7月5日より『警部補 矢部謙三』の続編『警部補 矢部謙三2』が放送され、2014年1月11日公開の映画『トリック劇場版 ラストステージ』および同月12日放送の『日曜エンタ・スペシャルドラマトリック新作スペシャル3』にてシリーズは完結した。「ラストステージ」発表と同時に「さよなら!トリック祭り!!」の開催が発表された。

## シリーズ
TRICK（第1シリーズ、2000年）
2000年7月7日から9月15日まで毎週金曜日23:09 - 翌0:04に、「金曜ナイトドラマ」枠で放送された。
以下、エピソード名は小説版のものを記述。各話エピソードタイトルは放送時のものを記述。連続ドラマシリーズで唯一「episode○」というテロップが表示されない。
TRICK2（第2シリーズ、2002年）
2002年1月11日から3月22日まで毎週金曜日23:15 - 翌0:10に、「金曜ナイトドラマ」枠で放送された。
木曜ドラマ TRICK〜Troisième partie〜（第3シリーズ、2003年）
2003年10月16日から12月18日まで毎週木曜日21:00 - 21:54に、「木曜ドラマ」枠で放送された。
前時間帯（木曜ミステリー）枠の『新・京都迷宮案内』が、『西部警察2003』の放送中止により2004年1月期スタートから繰り上がったため、どちらの作品にも出演している野際陽子が、同局同曜日のドラマに続けて出演する事となった。
DVD化等の際に『TRICK 〜Troisième partie〜』（トロワジェムパルティー、仏語で「第3シリーズ」の意）に改題。テレビでの再放送時には『TRICK3』の題が用いられた。なお自然に割れる卵の黄身の色は金色である。
TRICK 新作スペシャル（2005年）
2005年11月13日日曜日、21:00 - 23:14の日曜洋画劇場枠で放送。本作以降ハイビジョン放送となった。2006年6月4日、21:00に『トリック まだまだ新作スペシャル』としてアンコール放送。視聴率は24.7%。さらに、新作スペシャル2の放送に合わせて、2010年5月15日の14:58より製作局のテレビ朝日を除いて一部系列局等で、2度目の再放送が行われた。その際の番組名は｢TRICK 新作スペシャル（再）｣。
TRICK 新作スペシャル2（2010年）
2010年5月15日土曜日、21:00 - 23:06の土曜ワイド劇場枠で放送。ハイビジョン制作。『劇場版TRICK 霊能力者バトルロイヤル』の1週間前の出来事として描かれている。登場人物、ストーリー等「悪魔の手毬唄」のオマージュ的な部分が多い。視聴率は17.4%（関東地区）。小説版では、「死を呼ぶ子守唄」の副題が追加されている。
TRICK 新作スペシャル3（2014年）
2014年1月12日日曜日21:00 - 23:10の日曜エンターテインメント枠で放送。『トリック劇場版 ラストステージ』の前日譚として描かれている。登場人物などから『犬神家の一族』のオマージュ的部分が見られる。今作に出演している石田太郎は放送前に急死しており、テレビドラマにおける石田の遺作、また同じく今作に出演しているケーシー高峰も最後のドラマ出演になった。

## 登場人物
山田奈緒子
演 - 仲間由紀恵（少女時代：塚本璃子（現・成海璃子））
本作の主人公。自称天才美人マジシャンだが、すぐクビになり、家賃も払えないほどの貧乏暮らし。インチキ超能力者を見ると黙っていられない性分で、マジックの原理を使って数々のトリックを見破る。決め台詞は「お前のやったことは全てお見通しだ!」（エピソード毎にアレンジがある）である。髪は黒髪ロングでセンター分け、いつも地味なセーターとロングスカートを着ているが、一度だけノースリーブ、パンツルックの回がある。マジシャンとしてのヘアスタイルはお団子で衣装は主にチャイナ服である。友達はペットのハムスターと亀しかいないらしい。寝相と寝言がひどく、幼少のころより笑うことが苦手で、「ウヒョヒョヒョ！」「エヘヘヘ！」といった妙な笑い方をする。掛け声や悲鳴は「うにゃー！」「にゃっ！」である。貧乳がコンプレックス。かなり見栄っ張りな性格。
上田次郎
演 - 阿部寛
本作のもう一人の主人公。日本科学技術大学の教授（第1シリーズでは助教授）で、専門は物理学。自称天才物理学者で、どんな怪奇現象も科学で解明できる、といった持論がある。態度がデカいが気は小さく、怪奇現象を見るとすぐに気絶し、簡単なトリックにはコロっと騙されてしまう。事あるごとに奈緒子に頼っている。著作本は「どんと来い!超常現象1 - 5」「なぜベストを尽くさないのか」「IQ200」（本人によると本当はIQ220らしい）。ツンツンヘアに、メガネ、長袖のワイシャツにベスト、スラックス姿である。巨根すぎる為に女性経験がないことがコンプレックス。
矢部謙三
演 - 生瀬勝久
奈緒子と上田が事件に遭遇すると、なぜか決まって現れ、事態をさらに複雑にしていく公安部所属の警部補。誰が見てもバレバレのカツラをしており、本人はカツラの事実を決して認めないが、「ずれている」「偽物」という言葉や方言の「ズラ!」などには過剰反応をする。カツラの下に薄く生えているような発言があるが、外れるとモザイクがかかり見えない。権威の低い者には厳しく、逆に権威の高い者には弱い。関西出身で関西弁を話す。
山田里見
演 - 野際陽子
奈緒子の母。書道家。若いころは黒門島でシャーマンとして過ごしていたが、後に夫となる剛三が現れて彼とともに島を抜け出す。夫とのプロポーズの会話はフランス語であり、奈緒子に「なんでフランス語？」とつっこまれた。今は長野県で書道教室を営み、子供たちに書道を教えながら暮らしている。決めセリフは「全部ごりっとお見通しだ!」と「文字には不思議な力があります」。奈緒子とは対照に金儲けが得意である。彼女も奈緒子と同じく笑うのが下手。

## スタッフ
- 脚本 - 蒔田光治、林誠人、太田愛、福田卓郎
- 音楽 - 辻陽
- タイトルバック - 薗田賢次（TRICK1・2）、熊坂出（TRICK3）
- チーフプロデューサー - 桑田潔（テレビ朝日）
- プロデューサー - 蒔田光治、阿部謙三、山内章弘（東宝）
- 演出 - 堤幸彦、保母浩章、大根仁、木村ひさし、鬼頭理三、丸毛典子
- 制作プロダクション - オフィスクレッシェンド
- 製作 - テレビ朝日、東宝株式会社

## 主題歌

### オープニングテーマ
「Mystic Antique」（第1シリーズ - 劇場版2）
作曲：辻陽
「Mystic Antique (2010Version)」（新作スペシャル2、劇場版TRICK 霊能力者バトルロイヤル、新作スペシャル3、トリック劇場版 ラストステージ）
作曲：辻陽

### エンディングテーマ
「月光」（トリック、トリック劇場版、トリック劇場版 ラストステージ）
作詞・作曲・歌：鬼束ちひろ、編曲：羽毛田丈史
「流星群」（トリック2）
作詞・作曲・歌：鬼束ちひろ、編曲：羽毛田丈史
「私とワルツを」（木曜ドラマ トリック）
作詞・作曲・歌：鬼束ちひろ、編曲：羽毛田丈史
「ラッキー・マリア」（トリック新作スペシャル、トリック劇場版2）
作詞：Yoko Aki、作曲：Pietro Mascagni、歌：Joelle（ジョエル）
「月恋歌」（劇場版TRICK 霊能力者バトルロイヤル、トリック新作スペシャル2）
作詞：熊谷育美・尾上文、作曲・歌：熊谷育美
「いつかきっと」（トリック新作スペシャル3）
作詞：ティーナ・カリーナ・大門由果、作曲：bansei.、歌：ティーナ･カリーナ

## エピソードリスト

### TRICK（第1シリーズ、2000年）
| 話数 | エピソードタイトル エピソード                           | 初回放送日    | 脚本     | 演出       | 視聴率 |
| --- | ------------------------------------------------------- | ------------- | -------- | ---------- | ------ |
| 第1話 | 透視 エピソード1 母之泉                                 | 2000年7月7日  | 蒔田光治 | 堤幸彦     | 7.1%   |
| 第2話 | 壁抜け エピソード1 母之泉                               | 2000年7月14日 | 蒔田光治 | 堤幸彦     | 8.1%   |
| 第3話 | 母の死 エピソード1 母之泉                               | 2000年7月28日 | 蒔田光治 | 堤幸彦     | 7.3%   |
| 売れないマジシャン、山田奈緒子は仕事をクビになる。その時に見世物小屋の支配人から「超能力など存在しない。もし超能力があると証明したら賞金を渡す。上田次郎」と書かれた、雑誌に掲載されていた記事を渡される。家主の池田ハルに家賃催促をされ、仕方なく上田の元へ面接しに行き、自慢の手品で超能力だと簡単に騙すことに成功したが、上田に日本科技大事務長の娘が宗教団体「母之泉」の教祖・霧島澄子に騙されているので、その娘を連れ戻したら賞金を渡すと言われる。奈緒子は仕方なく上田に同行し、霧島澄子と対決することになる。 |                                                         |               |          |            |        |
| 第4話 | 村人が全員消えた エピソード2 まるごと消えた村           | 2000年8月4日  | 蒔田光治 | 保母浩章   | 8.6%   |
| 第5話 | 村が消えた…解決編 エピソード2 まるごと消えた村          | 2000年8月11日 | 蒔田光治 | 保母浩章   | 8.5%   |
| 群馬県宝女子村（ほうめごむら）の駐在所に赴任したばかりの前田警官から一報が入り、彼の話では駐在所の村人が「ミラクル三井」という人物の手により全員消えたという。実際に消防団が村を捜索すると、全ての村人が消えていた。さらに捜索に行った消防団も消えてしまい、困った警察は以前、事件を解決した上田に捜索を依頼。上田は強引に奈緒子と刑事・矢部、警官・前田を連れ出し、その村の謎を捜索することになる。 |                                                         |               |          |            |        |
| 第6話 | 瞬間移動殺人の秘密 エピソード3 パントマイムで人を殺す女 | 2000年8月18日 | 林誠人   | 大根仁     | 7.2%   |
| 第7話 | 遠隔殺人意外な真実 エピソード3 パントマイムで人を殺す女 | 2000年8月25日 | 林誠人   | 大根仁     | 6.7%   |
| 滞納した家賃の催促に来た池田ハルから逃げるために上田の研究室に逃げ込んだ奈緒子らの元に、矢部刑事から謎解きの依頼が来る。それは黒坂美幸という女性が、「これから霊能力で3人の男を殺すので、自分を監禁・監視してほしい」という依頼であった。黒坂美幸はパントマイムで殺人を犯すことが可能だと言い、パントマイムで行った殺人行為と同時刻で名指しされた男達が死んでいく。奈緒子は5か月分の家賃を上田が払うことを条件に、この殺人の謎を解くことになる。                                                                     |                                                         |               |          |            |        |
| 第8話 | 千里眼を持つ男… エピソード4 千里眼の男                  | 2000年9月1日  | 林誠人   | 木村ひさし | 6.2%   |
| 家賃を滞納し、池田ハルに「ラドンびっくり人間コンテスト」で賞金の温泉旅行を強要された奈緒子は、自慢の手品で賞金獲得を目指す。しかし、奈緒子の前に千里眼で物を透視して何でも当てるという男「桂木弘章」が現れ、何でも物を言い当て話題を取られてしまう。その裏では詐欺まがいな行為によって大金を奪われたと訴える老人が登場し、透視能力の謎を解くことに。 |                                                         |               |          |            |        |
| 第9話 | 父を殺した真犯人 エピソード5 黒門島                     | 2000年9月8日  | 蒔田光治 | 堤幸彦     | 9.8%   |
| 最終話 | 真犯人はお前だ!! エピソード5 黒門島                     | 2000年9月15日 | 蒔田光治 | 堤幸彦     | 9.9%   |
| 奈緒子の父である山田剛三が目の前に現れ動揺する奈緒子。だが、実際は父の姿を真似た黒津次男・黒津三男という兄弟であった。だがその兄弟は父の死に関した人物を知っているという。奈緒子は父の死因を探るため、母がかつて住んでいた沖縄県黒門島に行くことに。 |                                                         |               |          |            |        |

- 平均視聴率 7.9%（視聴率はビデオリサーチ調べ、関東地区・世帯）

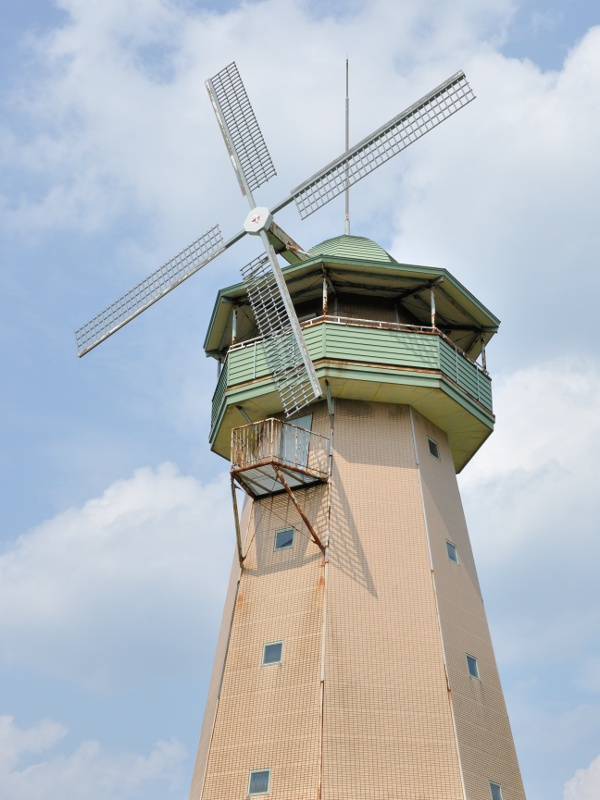
母之泉（エピソード1）
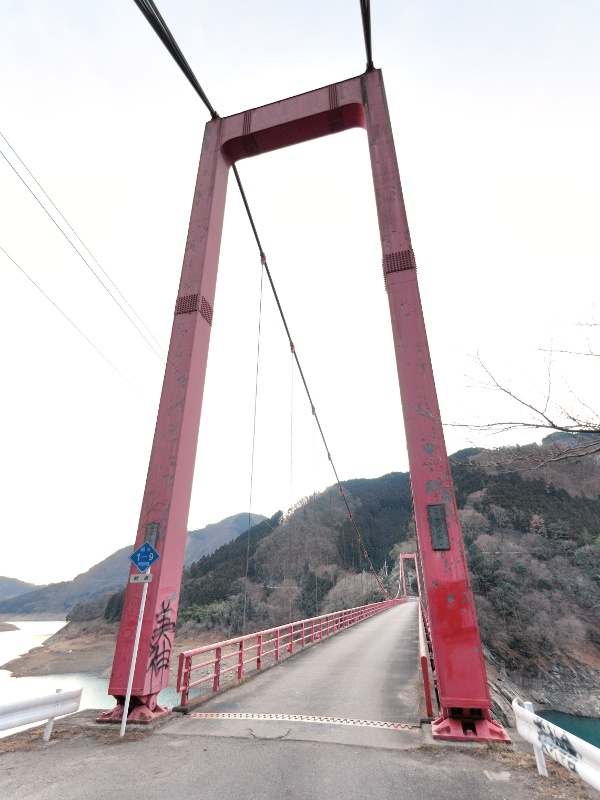
宝女子村へと通じる橋（エピソード2）
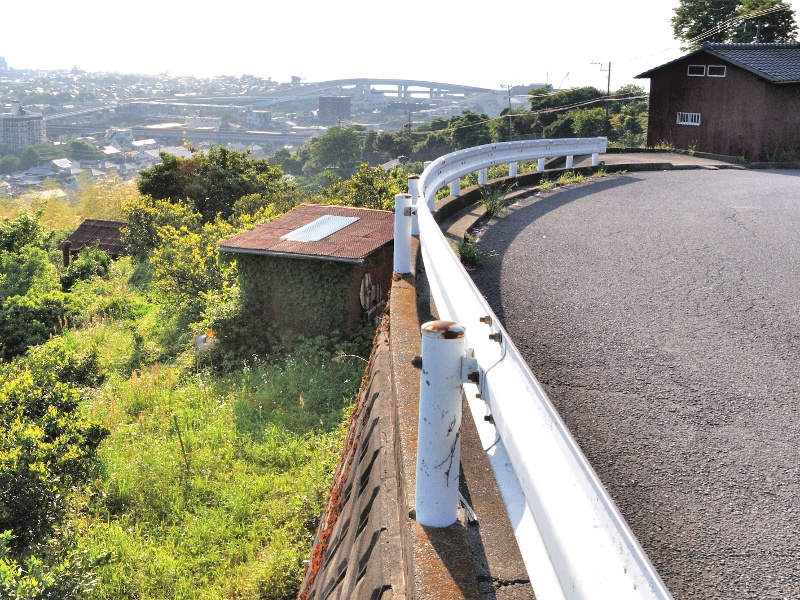
事件現場（エピソード3）

- エピソード3で『徹子の部屋』のパロディ「哲!この部屋」（渡辺哲司会）が劇中で放送された。この「双子大会」のOA内容はDVDで全編を見ることができる。
- 最終話のエンドロールには主題歌を担当した鬼束ちひろが出演し、主題歌の「月光」を歌唱している。このシーンのために鬼束自身もロケに同行している。

### TRICK2（第2シリーズ、2002年）
| 話数 | エピソードタイトル episode                                                 | 初回放送日    | 脚本     | 演出       | 視聴率 |
| --- | -------------------------------------------------------------------------- | ------------- | -------- | ---------- | ------ |
| 第1話 | 六墓 episode 1 六つ墓村                                                    | 2002年1月11日 | 蒔田光治 | 堤幸彦     | 10.8%  |
| 第2話 | 落ち武者の謎 episode 1 六つ墓村                                            | 2002年1月18日 | 蒔田光治 | 堤幸彦     | 10.3%  |
| 第3話（前半部） | 手毬歌の謎&百発百中占い師 episode 1 六つ墓村（手毬歌の謎の部）             | 2002年1月25日 | 蒔田光治 | 堤幸彦     | 10.3%  |
| 『どんと来い、超常現象』の出版により世間の有名人となり、さらに教授となった上田の元に、山梨県六つ墓村にある旅館「水上荘（みずかみそう）」亭主の田島松吉が訪れ、「毎年1月11日にある部屋に泊まると人が死ぬ」という謎を解いて欲しいと頼まれる。上田は強引に奈緒子を連れ出し、1月11日に旅館に泊まろうとする。そこには売れっ子女流作家や地元有力政治家が同様に謎解きのため泊まりに来ていたが、奈緒子らの目の前で1人が謎の死を遂げる。 |                                                                            |               |          |            |        |
| 第3話（後半部） | 手毬歌の謎&百発百中占い師 episode 2 100%当たる占い師（百発百中占い師の部） | 2002年1月25日 | 蒔田光治 | 堤幸彦     | 10.3%  |
| 第4話 | 100%未来予知〜新たなナゾ episode 2 100%当たる占い師                        | 2002年2月1日  | 蒔田光治 | 堤幸彦     | 8.5%   |
| 第5話 | 百発百中占い師の謎〜解決編 episode 2 100%当たる占い師                      | 2002年2月8日  | 蒔田光治 | 堤幸彦     | 12.2%  |
| 100%当たる占い師、鈴木吉子に対し警察への相談が増え、矢部は部下の石原を使い実験するが、石原は鈴木吉子の占い通りに怪我をしてしまう。それに困った矢部は上田に相談に行く。上田はそのことを奈緒子に相談し、奈緒子が鈴木吉子に占ってもらう事になるが、鈴木吉子からは「あなたの一番大切なものがなくなりますよ」と言われ、それ以降上田の姿が見当たらなくなる。奈緒子は矢部を連れ、鈴木吉子の家に行く。 |                                                                            |               |          |            |        |
| 第6話 | 失踪者を必ず見つけ出す男 episode 3 サイ・トレイラー                        | 2002年2月15日 | 太田愛   | 木村ひさし | 12.3%  |
| 第7話 | 失踪者必ず発見の謎〜解決編 episode 3 サイ・トレイラー                      | 2002年2月22日 | 太田愛   | 木村ひさし | 10.4%  |
| 上田の前に岡本宏という男が現れ、深見博昭という男の超能力鑑定を依頼される。彼は物や人の残留思念をたどる「サイ・トレイリング」という能力を持っており、その能力が本物であれば岡本はタクシーに乗車した女性が失踪する「人面タクシー事件」に巻き込まれた婚約者を探してもらうつもりだった。上田と奈緒子の二人は深見主宰のアカデミーを訪れ、彼をテストするが、結局奈緒子のトリックは見破られた上に「サイトレイリングを今後一切しない」と言われ、散々な結果に終わってしまう。頭にきた岡本に詰め寄られ、奈緒子は上田が出演する番組のコーナーに出演し、番組のゲストとして呼んだ深見との対決を仕掛ける。深見を負かし「サイ・トレイリング」の使用を了承させることに成功するが、深見は番組中に人面タクシー事件で失踪したとされる女性の白骨死体を見つけ出すと宣言し、報酬として1000万円を要求する。上田が支払いに困っていると突然、小早川辰巳という男が現れ、スポンサーになると申し出る。 |                                                                            |               |          |            |        |
| 第8話 | 天罰を下す子 episode 4 天罰を下す子                                        | 2002年3月1日  | 福田卓郎 | 鬼頭理三   | 10.3%  |
| 第9話 | 天罰を下す子〜解決編 episode 4 天罰を下す子                                | 2002年3月8日  | 福田卓郎 | 鬼頭理三   | 11.3%  |
| 祈りによって天の代わりに天罰（死）を下す少年、針生（はりゅう）光太。その少年に天罰を依頼し、実際に死亡事故が起きたため、上田の元に女子大生の塚本恵美が原因究明を依頼しに来る。上田はその女子大生に惚れ、事件を解決しようと奈緒子を呼び出すが、奈緒子はアルバイトでイカサマセミナー・「笑顔がこぼれる会」の主催者・大道寺安雄と対決することになり、上田と奈緒子、別々に謎解きを行うことに。 |                                                                            |               |          |            |        |
| 第10話 | 最終章 妖術使いの森 episode 5 妖術使いの森                                 | 2002年3月15日 | 蒔田光治 | 堤幸彦     | 9.2%   |
| 最終話 | 最終回!妖術使いの謎 完結編 episode 5 妖術使いの森                          | 2002年3月22日 | 蒔田光治 | 堤幸彦     | 10.7%  |
| 千葉県庄矢郡来さ村の白木の森に高速道路建設の話が持ち上がるが、白木の森には入ると2度と戻れないという伝説があった。そこで来さ村建設部長の橋本孝夫は上田に依頼をし、白木の森の調査を行ってもらうことに。上田から同行を頼まれた奈緒子は、妖術使いの記録が記された巻物を見て、同じ姿の妖術使いが過去に自身と遭遇していたことから、上田と共に来さ村に向かうことに。そこで2人は、橋本夫婦・建設会社社員の日向・民俗学者の柳田・ルポライターの小松・探検家のアラン井上と共に調査団を組み、白木の森の中に進むことに。だが奈緒子たちは白木の森の中で妖術使いによるものとされる不可思議な現象に襲われてしまう。 |                                                                            |               |          |            |        |

- 平均視聴率 10.6%（視聴率はビデオリサーチ調べ、関東地区・世帯）

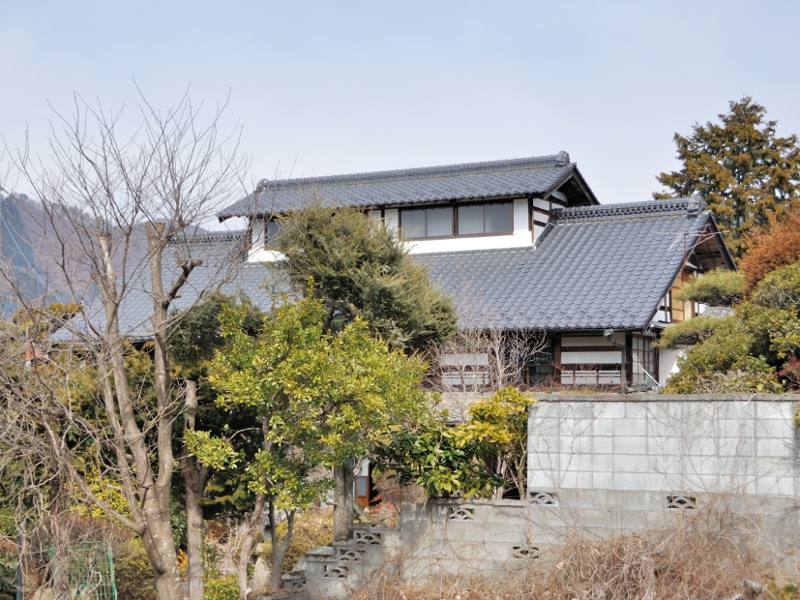
水上荘（episode 1）
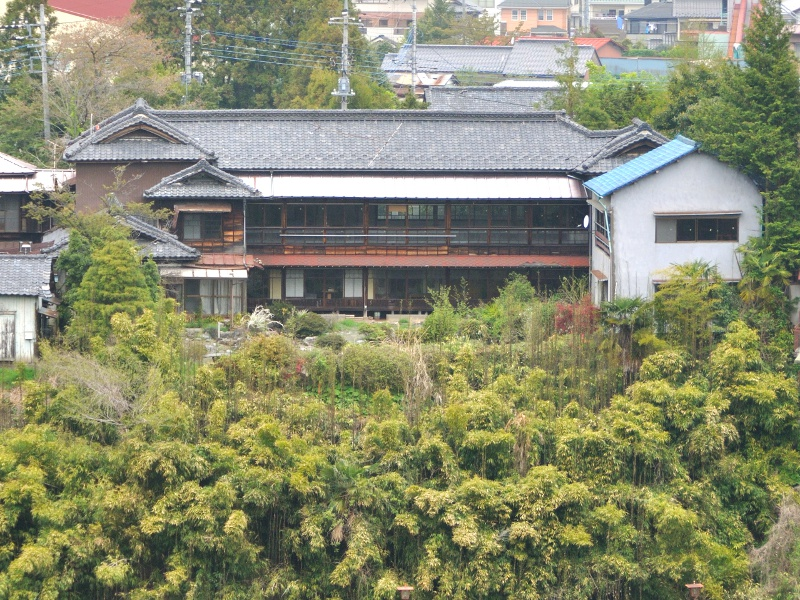
鈴木吉子の家（episode 2）
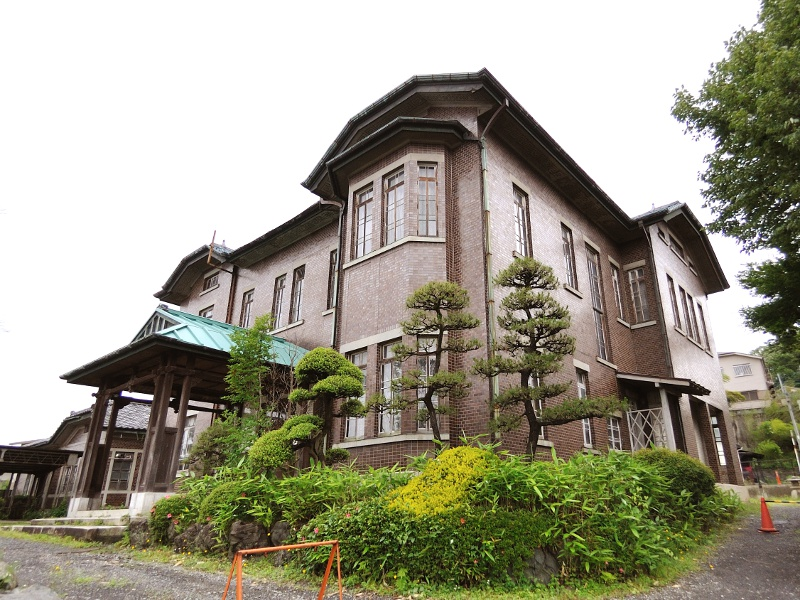
深見博昭邸（episode 3）
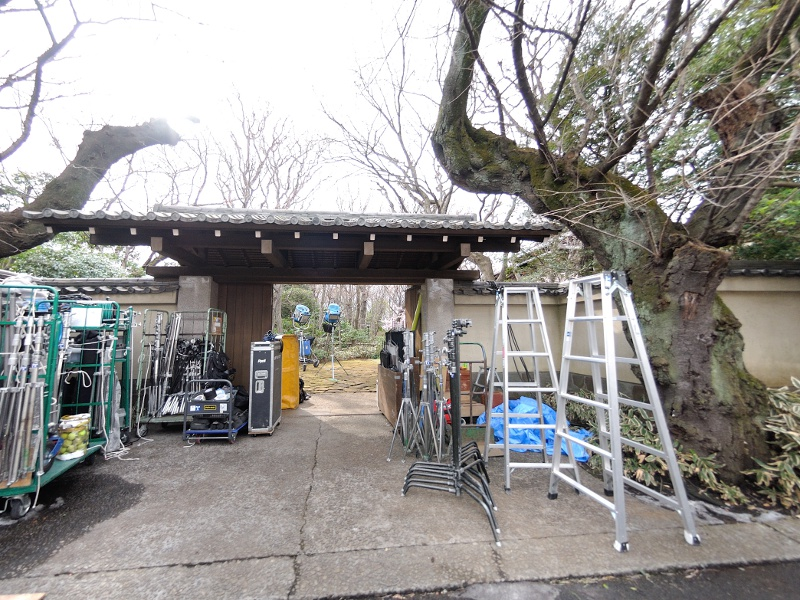
針生屋敷（episode 4）
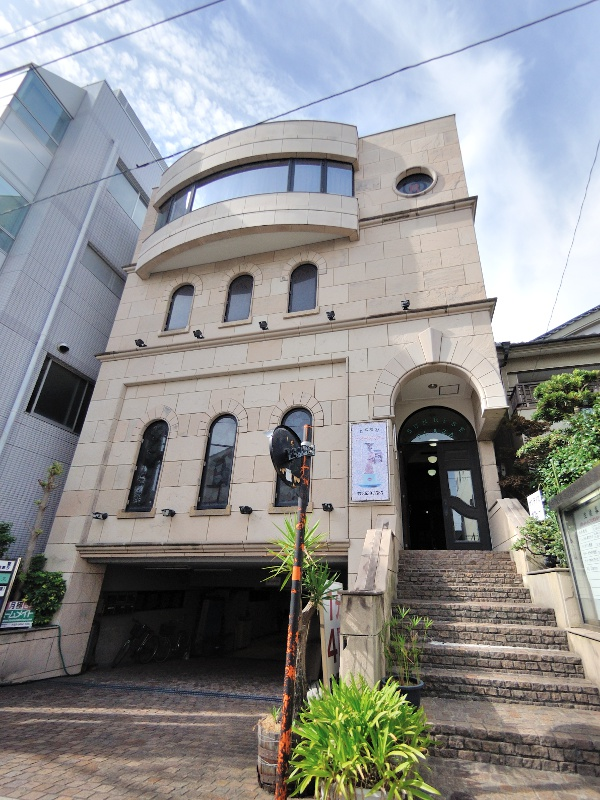
笑顔がこぼれる会（episode 4）
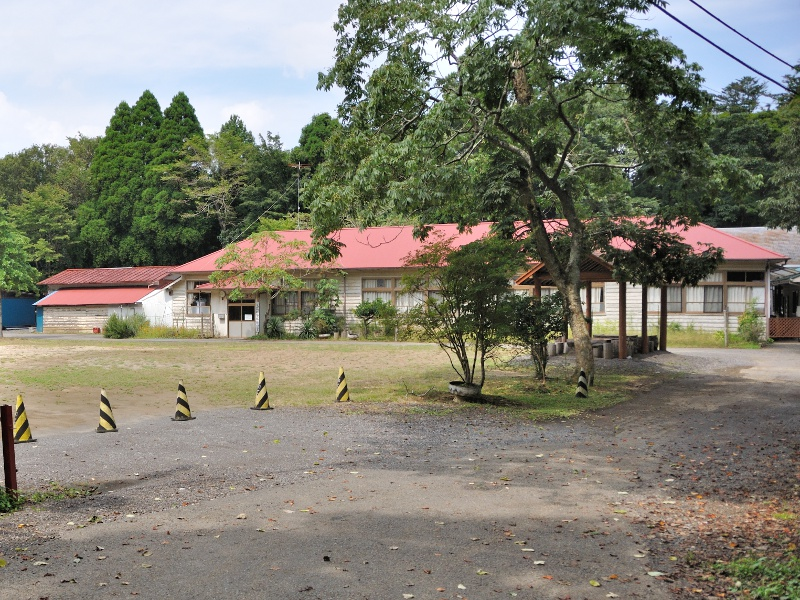
来さ村役場（episode 5）
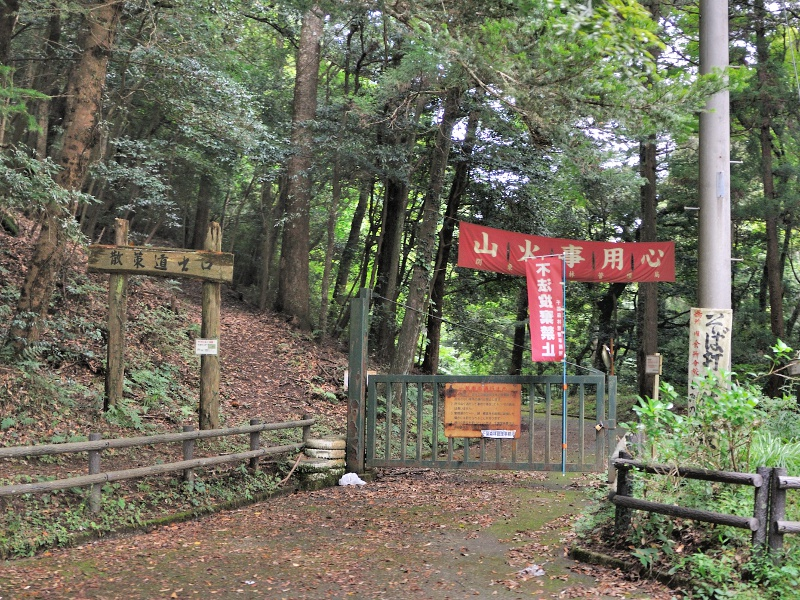
白木の森入り口（episode 5）

- episode 1でトリックに使われている「手毬歌」の着メロは、その後矢部の携帯の着メロとして使われている。
- episode 2のみ、フェーン現象という設定で夏に撮影が行われており、そのメイキングがDVD「トリック 堤幸彦演出研究序説」に収録されている。
- episode 3はパラサイコロジーアカデミーのロケ地はドラマ『ハンドク!!!』の舞台・杉田玄百記念病院と同じ建物。過去の堤ドラマのパロディがいたるところに織り込まれている。また、実在の番組『ワイド!スクランブル』が作中で放送されており、レギュラーの大和田獏と大下容子がゲスト出演している。
- episode 5で劇中、聞こえてくるテノール、「毛が伸びる」（毛生えソング）は東宝のプロデューサー、山内章弘が歌っている。
- DVDでは、episode5の本編終了60秒後に仲間由紀恵と阿部寛によるトークを見ることができる（ただしパスワードが必要）。

### 木曜ドラマ TRICK〜Troisième partie〜（第3シリーズ、2003年）
| 話数 | エピソードタイトル episode                                              | 初回放送日     | 脚本     | 演出       | 視聴率 |
| --- | ----------------------------------------------------------------------- | -------------- | -------- | ---------- | ------ |
| 第1話 | 密室の謎 言霊で人を操る男 episode 1 言霊で人を操る男                    | 2003年10月16日 | 蒔田光治 | 堤幸彦     | 17.8%  |
| 第2話 | 言霊で人を操る男…解決編 episode 1 言霊で人を操る男                      | 2003年10月23日 | 蒔田光治 | 堤幸彦     | 16.7%  |
| 言葉を発することにより、人や物を自由に運命付けることが出来る男、芝川玄奘。彼と側近が長野県蝨郡蛾眉村（がびむら）字虻に居座り、森の開発が出来ず困ったある建設会社が相沢という男を送り込む。ところが、相沢は玄奘に「自殺をする」と宣告され、慌てて玄奘の謎解きを上田に依頼する。上田は奈緒子を餌で釣り、芝川玄奘と対決しに蛾眉村に訪れる。 |                                                                         |                |          |            |        |
| 第3話 | 不可能犯罪の謎〜瞬間移動の女 episode 2 瞬間移動の女                     | 2003年10月30日 | 蒔田光治 | 木村ひさし | 13.9%  |
| 第4話 | スリットに潜む罠〜瞬間移動の謎解決編 episode 2 瞬間移動の女             | 2003年11月6日  | 蒔田光治 | 木村ひさし | 13.9%  |
| 長野県光郡神ヶ内村（かんがないむら）という村にスリット美香子を名乗る超能力者が登場し、時空をねじ曲げて瞬間移動が出来ると豪語。神ヶ内村一番の宝で神ヶ内遺跡ミュージアムにある「難玉弐高式土偶」を盗むと宣言する。実際にその女の瞬間移動をした瞬間を目撃した神ヶ内村の博物館学芸員・芥川は上田次郎のもとを相談に訪れる。丁度その時、手品を使ったイカサマ商売を行っていた奈緒子を目撃した上田は、奈緒子を神ヶ内村に連れて行きスリット美香子と対決させることに。登場する村人の名前はほとんど文学者の名前になっている。                                                                                   |                                                                         |                |          |            |        |
| 第5話 | 新展開!…絶対死なない老人ホームの謎 episode 3 絶対死なない老人ホーム     | 2003年11月13日 | 林誠人   | 丸毛典子   | 15.5%  |
| 第6話 | 絶対に死なない老人ホームの謎〜解決編 episode 3 絶対死なない老人ホーム   | 2003年11月20日 | 林誠人   | 丸毛典子   | 17.0%  |
| 上田の元に、京國屋書店という日本一の書店の社長夫人、京明日香が訪れる。京明日香によると、入居すると絶対に死ぬことがないという老人ホームがあるという噂があり、それは本当かどうか確かめて欲しいという。調査報酬は京國屋書店で上田次郎著作本のフェアを行うというもの。その老人ホーム・「魯人老人ホーム」を調査した上田は、死人を生き返らせるという赤地洋司という男に出会う。上田と奈緒子は、“死なない老人ホーム”の秘密を探ることに。 |                                                                         |                |          |            |        |
| 第7話 | 死を呼ぶ駄洒落歌〜旧家の呪いに潜む謎 episode 4 死を招く駄洒落歌         | 2003年11月27日 | 蒔田光治 | 堤幸彦     | 15.9%  |
| 第8話 | 死を招く駄洒落歌の謎〜解決編 episode 4 死を招く駄洒落歌                 | 2003年12月4日  | 蒔田光治 | 堤幸彦     | 14.6%  |
| 茨城県水行座村（すいぎょうざむら）にある平安時代から続く和歌の名家、亀山家。その亀山家の屋敷が人手に渡ることになるが、屋敷内で「決しては開けてはならない“いちまつ模様”の扉」があるという。その部屋を開けると死人が必ず出ると言われたために、亀山家の顧問弁護士である松村は上田にその部屋を開けるために証人として来て貰いたいと依頼する。死ぬと言われびっくりした上田は奈緒子を「亀山家が名家で報奨金があるかもしれない」と釣って、奈緒子と共に亀山家に訪れる。奈緒子と上田がその開けてはならない扉を開けてから亀山家の人間が次々と死ぬことになり、二人は亀山家に起きた殺人事件の謎解きを行うことに。 |                                                                         |                |          |            |        |
| 第9話 | 〜最終章〜念で物を生み出す女 episode 5 念で物を生み出す女〜黒門島の謎II | 2003年12月11日 | 蒔田光治 | 堤幸彦     | 17.3%  |
| 最終話 | 解かれた封印 霊能力の真実 episode 5 念で物を生み出す女〜黒門島の謎II    | 2003年12月18日 | 蒔田光治 | 堤幸彦     | 13.6%  |
| 茨城県音玉郡御獅舞村（おしまいむら）という村には長谷千賀子という占い師が住んでいた。長谷千賀子は占い師として村で崇められたが、学者にインチキだと言われ村から去ることに。それから十数年後、村に帰ってきた長谷千賀子は占いの力を強化したと言い村に居座る。村の権力者である金井源三は息子に命じて彼女を追い出させようとしたが、逆に息子が行方不明になってしまう。それを聞いた村の中学校教師の北見は、尊敬する上田のもとに相談に訪れる。上田は奈緒子を誘い、長谷千賀子と対決することに。しかし、その裏ではある人物達がこの事件とは別に奈緒子を狙っていた。                                               |                                                                         |                |          |            |        |

- 平均視聴率 15.6%（視聴率はビデオリサーチ調べ、関東地区・世帯）

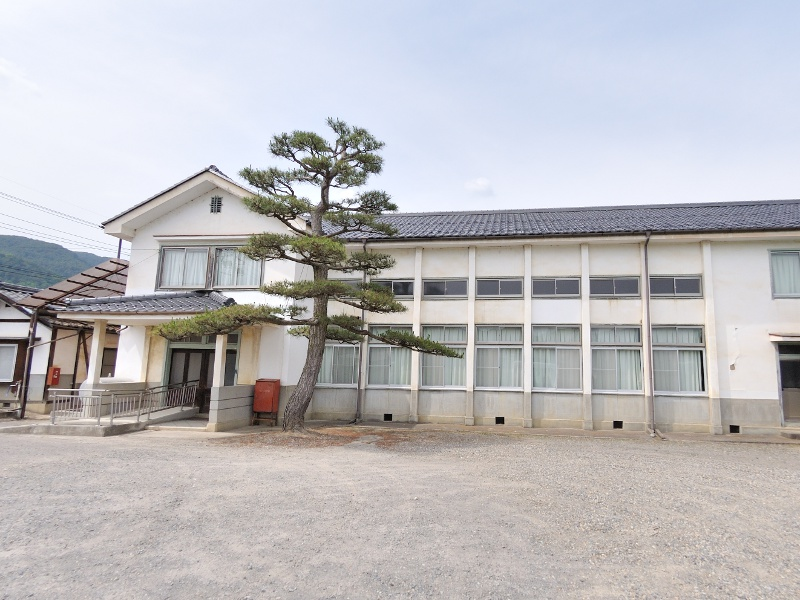
神ヶ内村役場（episode 2）
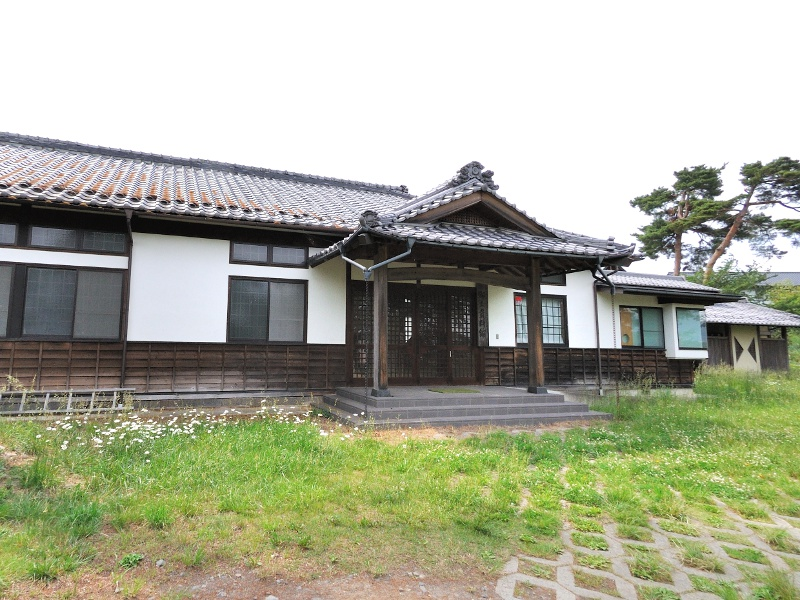
神ヶ内遺跡ミュージアム（episode 2）
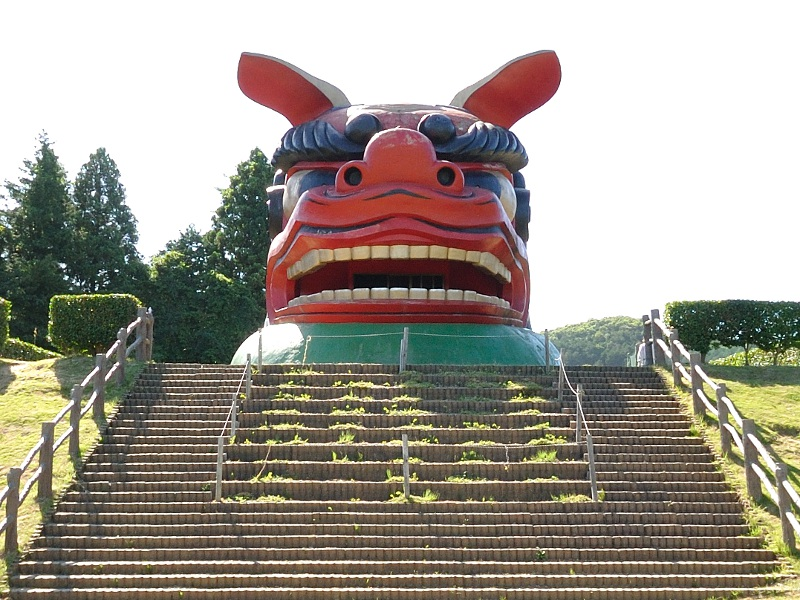
御獅舞村（episode 5）
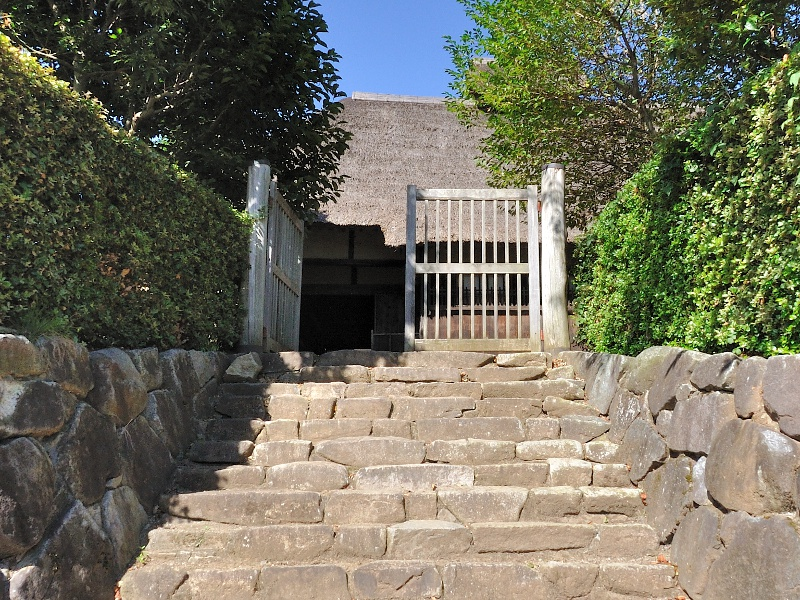
金井源三の家（episode 5）

- episode5前編（第9話）の冒頭で、奈緒子のアパートの住人役で、オープニングナレーションを担当している声優の森山周一郎がゲスト出演している。

### TRICK 新作スペシャル（2005年 - 2014年）
| 話数 | エピソードタイトル | 初回放送日     | 脚本     | 演出   | 視聴率 |
| --- | --- | -------------- | -------- | ------ | ------ |
| 1 | 死ぬ日を当てる女占い師 〜逃れられない“暗黒厄年”の裏に潜む驚愕トリックとは…!? TRICK 新作スペシャル                      | 2005年11月13日 | 林誠人   | 堤幸彦 | 24.7%  |
| ヒット本を多数出版する売れっ子占星術師、緑川祥子。その占い師が生放送の番組で上田次郎ら大学教授4人と対決することに。その放送中に加藤という男が緑川祥子に騙されたと因縁を付けてきた。そこで緑川祥子は占星術でその男を占った所、その男は番組中に寿命が終わり死ぬと予言し、緑川祥子の予言通りに加藤は番組中に心臓発作で死ぬことになる。それを目撃し困った上田と大学教授らは緑川祥子の記念館がある富市山村（とみいちやまむら）で緑川祥子と対決することに。奈緒子は一度は上田の誘いを断るも、アパートから家賃滞納を理由に追い出され、結局上田の誘いに乗り同行する。 | |                |          |        |        |
| 2 | 村祭りに響く死を呼ぶ子守唄!!歌詞になぞらえ殺されていく若い娘!? 女霊能力者に秘められた哀しい過去… TRICK 新作スペシャル2 | 2010年5月15日  | 蒔田光治 | 堤幸彦 | 17.4%  |
| 「契り祭り（ちぎりまつり）」と呼ばれる祭りの中で、両想いの男女が好きな人の体の一部を包めた紙を、山頂にある巨岩の縄に縛ると恋が成就し、片想いだと想った相手が3日以内に死を遂げる言い伝えがあるという岡山県望星郡一夜村（ひとよむら）。その祭りが今回40年振りに行われるため、一夜村の名家の息子の西園寺誠一はその風習が迷信だということを証明してほしいと上田に依頼してくる。奈緒子はそんな上田に言葉巧みに誘われ、上田と共に一夜村を訪れるが、上田には奈緒子を実験台にしようという思惑があった。そんな折、一夜村に東崎彩乃と名乗る女性がやってくる。西園寺家に恨みを抱く彩乃は西園寺家への復讐を宣言。そして祭りが始まった時、次々と惨劇が始まる。それは彩乃が口ずさむ子守唄になぞらえていた。 | |                |          |        |        |
| 3 | 人が消える…解くと必ず死ぬ暗号!骨肉の遺産争いと呪われた財宝 TRICK 新作スペシャル3                                       | 2014年1月12日  | 蒔田光治 | 堤幸彦 | 15.1%  |
| 上田は、水神達郎という大手メーカー社長主催の講演会を行っていた。彼の実家の当主が亡くなり、遺言状を開封するため、講演会に来ていた奈緒子と共に長野県水里郡尾古溝村（おこみぞむら）の水神家へ向かうことに。そこには呪いが掛けられたとされる財宝の在処のヒントが入ったとされる箱があった。箱を開けてから、次々に水神家の人間が謎の死を遂げる。 | |                |          |        |        |

## 受賞歴
- 第1シリーズ（2000年）
  - 第26回ザテレビジョンドラマアカデミー賞
    - 監督賞（堤幸彦､保母浩章､大根仁､木村ひさし､山田光広）[6]
- 第2シリーズ（2002年）
  - 第32回ザテレビジョンドラマアカデミー賞
    - ザテレビジョン特別賞（野際陽子）[7]

## 劇場版
いずれも東宝配給で公開された。
- トリック劇場版（2002年11月9日公開）
- トリック劇場版2（2006年6月10日公開）
- 劇場版TRICK 霊能力者バトルロイヤル（2010年5月8日公開）
- トリック劇場版 ラストステージ（2014年1月11日公開） - シリーズ完結編。

## 補足
各登場人物のコンプレックス
ネタの中でも重要なアクセントとなっている「登場人物の肉体的特徴」については、最初に奈緒子の設定が「マジシャンで、謎解きが出来て…」だと面白くないことから「ある部分が貧しい」との設定が生まれ、上田の「ある部分がデカイ」はそれと対の形で考え出された。また矢部のカツラについては、生瀬勝久の方から舞台との関連で「ズラ刑事」を逆提案されて誕生したと収録後に行われたTRICK座談会にて堤が述べている。
この作品のヒットで、「仲間は貧乳」「阿部は巨根」というイメージが付いてしまい、堤は心から反省しているという。
オープニングの卵
ドラマや映画のオープニングでお馴染みのテーマ曲と共に卵が割れる映像があるが、中の黄身はシリーズ毎に奇抜な色をしており（1は黄緑、2は紫、劇場版は青、木曜ドラマは金、新作スペシャルは黒）、劇場版2ではしゃべるヒヨコ、劇場版3では鶏、新作スペシャル2では宙に浮く卵が、新作スペシャル3では奈緒子と上田の人形が、劇場版4では奈緒子と上田本人が孵っている。TRICK2超完全版DVDに収録のスペシャルコンテンツのメニュー画面では、桃や灰色といった様々な色をした黄身も出てくる。
エンディングのタイトルバック
連続ドラマシリーズの最終回以外で、エンドロールと主題歌をバックに流れる映像。シリーズごとに異なるが、画面の端が額縁のようなデザインになっている所は共通している。各シリーズのDVDには、特典映像として字幕テロップを抜いた映像が収録されている。
第1シリーズは、2人の乳幼児がそれぞれ裸体の成人男女となり、最後は白骨化していくというような映像。
第2シリーズは、時間が経つに連れ林檎や枯葉、トランプのカード、「TRICK2」の文字などが顔のパーツとなっていき、透明な人の頭部の像を形成していく映像。この像はCGではなく氷を使った実物で、氷の像が溶けていく様子を撮影した後に逆再生されている。
第3シリーズは、額縁の中で女性が踊りを踊っている映像。鏡に映したようになっており、2人の女性が対称的に踊っているように見える。途中からは4人になり、最後は2人の女性が接吻をしているような映像で終わる。
やむ落ち（やむ落）
DVDには、放送ではオンエアされなかったカットを「やむなく落としたカット集」（通称「やむ落ち（やむ落）」）として収録している。第1シリーズでは本編と別に収録されていたが、第2シリーズでは「やむ落ち」を本編に全て復元した「超完全版」として収録（VHSはTVオンエア版となっている）。更に第3シリーズでは「腸・完全版」と「放送版」の2枚のディスクをひとつのパッケージに同梱するという作りになっている（ただし、レンタル版は放送版ディスクのみとなっている）。
第3シリーズの腸・完全版ディスクには「やむ落ちげきじょう」という隠し映像が見られる。1 - 5巻各ディスクに1つ収録されている。見るにはある一定の画面でリモコンのボタンを押す、パスワードを入力するなどの条件がある。
放送スタート前のタイトル
『TRICK』放送開始前は、ドラマタイトルが「最後の審判」という名前で放送ギリギリまで企画が進行していた。そのためテレビ雑誌では名前が「最後の審判」として載っていたこともある。他にも、「山田と上田」という案も出ていた。
主題歌
長年鬼束ちひろが担当し、ドラマには欠かせない存在だった。しかし鬼束が活動休止中に放送されたスペシャル版や、劇場版2作は鬼束と似たテイストの女性アーティストを起用。 第1シリーズの最終回のスタッフロールでは、上田と山田が歩く後ろでカメラ目線で鬼束が歌う演出がされた。

## 関連商品

### ホームメディア

#### テレビドラマ版
TRICK（DVD/VHS）
DVDは全5巻で、本編と「やむなく落としたカット集（通称やむ落ち）」を始めとした特典映像を収録。VHSは全4巻で、本編のみの収録。
DVDは、本編は1巻 - 3巻に1エピソードずつ、4巻にはエピソード4とエピソード5前半、5巻にはエピソード5後半と座談会が収録されている。VHSは、4巻にエピソード4・エピソード5が一緒に収録されている。
連続ドラマシリーズで唯一DVDボックスセットがないが、TRICK2超完全版DVDボックスセットに全巻収納可能となっている。
TRICK2 超完全版（DVD）・TRICK2（VHS）
DVD・VHS共に全5巻。各巻に1エピソードずつ収録。
DVDは各巻単品と、DVDボックスの2形態で発売。TVでは放送されなかった未公開シーン「やむ落ち映像」を本編に完全復元した「超完全版」として収録。VHSはTV放送版を収録。
TRICK 〜Troisième partie〜 腸・完全版（DVD2枚組）
全5巻。各巻1エピソード収録。
セル版は各巻単品と、DVDボックスの2形態で発売。DISC1にはカットされたやむ落ち映像を本編に完全復元した「腸・完全版」を、DISC2にはTV放送版を収録。レンタル版はDISC2のみとなっている。
TRICK 新作スペシャル（DVD2枚組）
DISC1には本編、DISC2にはやむ落ち映像を演出の堤幸彦がベストテン形式にして発表する「やむ落ちランキング」を始めとした特典映像を収録。レンタル版はDISC1のみとなっている。
TRICK大感謝祭 どんと来い、デフレBOX（DVD3枚組）
TRICKからepisode 1「母之泉」、TRICK2 超完全版からepisode 5「妖術使いの森」、TRICK 〜Troisième partie〜 腸・完全版からepisode 1「言霊で人を操る男」を3本セットで収録。
TRICK 〜Troisième partie〜 腸・完全版は、DISC1のみとなっている。
警部補 矢部謙三 DVD-BOX（DVD4枚組）
セル版は全4巻で、各巻単品ではなくボックス仕様のみ。1〜3巻に本編を2話ずつ収録。4巻は特典ディスクとなっている。レンタル版は特典ディスクを除く全3巻となっている。
TRICK 新作スペシャル2（DVD2枚組）
DISC1には本編、DISC2には「乳（ニュー） やむ落ちの部屋」を始めとした特典映像を収録。レンタル版はDISC1のみとなっている。
警部補 矢部謙三2 Blu-ray&DVD-BOX（Blu-ray/DVD各5枚組）
セル版は全5巻で、各巻単品ではなくボックス仕様のみ。1〜4巻に本編を2話ずつ収録。5巻は特典ディスクとなっている。レンタル版は特典ディスクを除く全4巻となっている。シリーズ初のBlu-ray版もリリースされる。
TRICK 母之泉篇 腸完全版（Blu-ray/DVD）
シーズン1のエピソード1である「母之泉」を、初収録となる未公開映像を加えて再編集したディレクターズカット版。

#### 劇場版
TRICK 劇場版 超完全版（DVD2枚組）
DISC1には本編の他やむ落ち映像、DISC2には特典映像を収録。レンタル版はDISC1のみとなっている。
後にDISC1のみの「通常版」が、劇場版2のDVDと同時発売された。
TRICK 劇場版2 超完全版（DVD2枚組）
DISC1には本編、DISC2には特典映像を収録。同時発売された「通常版」及びレンタル版は、DISC1のみの収録となっている。
劇場版TRICK 霊能力者バトルロイヤル 超完全版（DVD2枚組）
DISC1には本編、DISC2には特典映像を収録。同時発売された「通常版」及びレンタル版は、DISC1のみの収録となっている。
TRICK 劇場版（Blu-ray）
TRICK 劇場版2（Blu-ray）
劇場版TRICK 霊能力者バトルロイヤル（Blu-ray）
これまでの劇場版3作をBlu-ray化。それぞれ本編のみの収録。
トリックの青いやつ -劇場版トリック超完全版Blu-ray BOX-（Blu-ray6枚組）
劇場版3作をBlu-ray化したボックスセット。本編ディスクと特典ディスク各3枚の計6枚組。

#### その他
- トリック 堤幸彦演出研究序説（DVD/VHS）
- 広報人 矢部謙三 TRICK劇場版2 公開記念講演会（DVD）
- 警部補一代 〜劇場版TRICK 霊能力者バトルロイヤル ナビゲートDVD〜（DVD）
- 「劇場版TRICK 霊能力者バトルロイヤル」公開記念特別番組　哲！この部屋　ローソン限定（DVD）

### サウンドトラック
トリック オリジナル・サウンドトラック
2000年9月6日発売、UNIVERSAL MUSIC（TOCT-24416）
オープニングテーマ「Mystic Antique」を始め、劇中で流れる曲を全24曲収録したサウンドトラック。作曲は全て辻陽。
第1シリーズ第1話の最後に霧島澄子が発した声や、鬼束ちひろの楽曲『月光』のドラマオンエアバージョンやピアノによるインストも収録されている。
TRICK 10th Anniversary Memorial SOUNDTRACK
2010年5月5日発売、UNIVERSAL MUSIC（TOCT-26976）
放送開始から10周年を記念して発売されたサウンドトラック。2枚組で全50曲収録。
前作に収録された曲も一部再収録されているが、今作には既存の曲の別アレンジ版、これまで劇中で使われていたが今回初収録となる曲、新作スペシャル2と『劇場版3』で初めて使用された新曲も収録されている。『警部補 矢部謙三』のオープニング曲や、鬼束ちひろが担当した主題歌「月光」「流星群」「私とワルツを」も収録されている。

### 関連書籍

#### 小説版
ノベライズ
角川書店より、それぞれ単行本・文庫での刊行（「新作スペシャル」、「矢部謙三」は文庫版のみの刊行。「霊能力者バトルロイヤル」のみ角川つばさ文庫版も刊行）。ドラマとは展開が若干異なる部分があり、ドラマにおける一部の「やむ落ち」のシーンも加えられている。
- TRICK - トリック the novel
- TRICK2
- TRICK 劇場版
- TRICK - Troisième partie
- TRICK 新作スペシャル
- TRICK 劇場版2
- 劇場版TRICK 霊能力者バトルロイヤル
- TRICK 新作スペシャル2 死を呼ぶ子守唄
- 警部補 矢部謙三
- TRICK 劇場版 ラストステージ

オリジナルストーリー
- 帰天城（かえりそらじょう）の謎 〜TRICK 青春版〜（著：はやみねかおる、絵：鶴田謙二）

中学生時代の奈緒子と、物理学者になる前の上田の物語。講談社より単行本が発売（ISBN 978-4-06-216231-9）。

#### 漫画版
- TRICK the comic
- TRICK2 the comic
  - 角川書店、監修 - 堤幸彦、原作 - 蒔田光治・林誠人、漫画 - 西川淳

#### その他の書籍
シナリオ本
- トリック シナリオ
- トリック2 シナリオ
- 「トリック劇場版2」シナリオ・ガイドブック

オフィシャル本
- トリック完全マニュアル
- いつの間にやらまるっと10周年!トリック大感謝祭オフィシャルBOOK
- 「トリック劇場版 ラストステージ」公開記念! さよなら!トリック 公式パーフェクトBOOK

上田次郎の著書
- 日本科学技術大学教授上田次郎のどんと来い、超常現象（著・上田次郎 ISBN 4054017622）
- 日本科学技術大学教授上田次郎のどんと来い、超常現象 V・I・P用（ISBN 4054022596）
- 日本科学技術大学教授上田次郎のどんと来い、超常現象 2010（ISBN 4054045782）
- 日本科学技術大学教授上田次郎のなぜベストを尽くさないのか（著・上田次郎 ISBN 4054025285）
- 上田次郎のエレキテル（ISBN 4056059381）
- 日本科学技術大学教授 上田次郎の人生の勝利者たち（著・上田次郎 ISBN 4054059015）

山田奈緒子の著書
- 超天才マジシャン・山田奈緒子の全部まるっとお見通しだ!（著・山田奈緒子 ISBN 4847015398）
- 超天才マジシャン山田奈緒子の全部すべて、まるっとスリっとゴリっとエブリシングお見通しだ!（著・山田奈緒子 ISBN 4847016629）
- 山田奈緒子フォトブック 〜Naoko Yamada in TRICK〜（ISBN 4764823020）

楽譜
- TRICK ピアノアルバム

その他
- TRICK 旅行版（JR西日本企画のミステリーツアーで2003年に石川県で実施）

### ゲーム
2010年5月13日にコナミデジタルエンタテインメントよりニンテンドーDS用ソフト『TRICK DS版 〜隠し神の棲む館〜』が発売された。オリジナルストーリーの推理アドベンチャーで、開発はワークジャム。登場人物はイラストで描写される（山田奈緒子や上田次郎などメインの登場人物は、ドラマでの容姿や雰囲気程度まで似せている位で、オリジナルのタッチで描かれている）。なお、ゲーム中の楽曲や効果音はドラマで使われたものを再現している。
トリックを解明するための推理は、探索や会話によって入手する様々なカードを組み合わせて解明していくものである。ただし、何の役にも立たないカードや推理のミスリード目的のものもある。
ドラマ版で多用されるパロディめいた語群や地名などはゲームでは特に使われていないが、一部にその要素がある。

#### ゲーム版ストーリー
久々の仕事の依頼で遊園地でのマジックショーの舞台に立っている山田奈緒子だが、いつものように雇い主からクビにされる。
そして、例のごとくアパートでは大家に見つかり家賃の催促をされるのかと思いきや、いつもと様子が何か違う。なんと、大家が言うには奈緒子の家賃3か月分を既に受け取ったとの事。事態がよくわからない奈緒子は自分の部屋に入ると……例のごとく上田次郎が勝手に上がりこんでおり、家賃3か月分を支払ったのは彼の仕業であった。
家賃3か月分の肩代わりに上田は、あるテレビ番組の収録に奈緒子を誘う。
奈緒子と上田はテレビクルー一行と共に山奥にある「水納守村（みなかみむら）」を訪れる。ここには入った人間が死んでしまう「呪いの館」と噂される古い屋敷があるという。噂の真偽を確めるべく館に到着した一行に待ち受けていたのは、恐ろしい怪異だった……。

#### DS版の登場人物
水島水那子
今回、上田に出演依頼をしてきた、テレビ製作会社サンクチュアリ映像の辣腕プロデューサー。今回の企画を一手に取り仕切る。
力石耕太
テレビクルーのカメラマン。視聴率的においしいと思う出来事には積極的に撮影する。
木元直也
テレビクルーのAD。いろいろな雑用を任されている。
唐沢公彦
テレビクルーの照明。
藤谷りお
テレビクルーのメイク。主に結衣を担当。
漆原京一郎
物理学者の上田と対照的な超常現象学者。やたら上田と張り合おうとする。
蒼山結衣
いわゆる今時のタレントであり、自分のことを結衣と呼ぶ。
久米川日出男
評論家。「日本」と「リアル」が口癖。
パエリア・ムトウ
コメンテーターであり、オネエ言葉を使う。
諸田岩雄
水納守村の村長。東の村を纏めており、テレビクルーにとても協力的。なお、西の村の永塚俊三とは仲が悪い。
諸田富雄
村長、諸田岩雄の息子。永塚の娘、由梨絵とは恋仲。
永塚俊三
水納守村の元村長。西の村を纏めている。諸田と違い、テレビクルーには非協力的。諸田とは仲が悪い。
永塚由梨絵
元村長の永塚俊三の娘。諸田の息子、富雄とは恋仲。
椛山月山
館を代々管理している神社の神主。霊能力を持っていると吹聴しているが、村人は信じていない。
霊能力者A・B・C
いかにも胡散臭い霊能力を持つ三人だが……？
雑賀重吉
水納守村で唯一の診療所を営む医者。
オヤカタ様
100年前、呪いの館に住んでいたとされる人物。
真奈
遊園地で奈緒子の出番を奪った少女マジシャン。